# Buste de Sekhemkarê Amenemhat
Le Buste de Sekhemkarê Amenemhat est une sculpture représentant la tête de l'ancien roi égyptien Sekhemkarê Amenemhat, qui régna au début de la XIIIe dynastie. C'est l'une des œuvres d'art majeures de cette période. Elle se trouve aujourd'hui au Kunsthistorisches Museum de Vienne sous le numéro d'inventaire ÄS 37.
Le buste mesure trente-cinq centimètres de haut et faisait autrefois partie d'une statue grandeur nature. La sculpture est faite de schiste et ne porte pas d'inscription. Par conséquent, il a longtemps été impossible de dater cette tête. On a souvent supposé qu'elle appartenait à la période tardive ou même à la période ptolémaïque. En 1985 ont été publiés les objets trouvés dans le sanctuaire de Heqaïb sur Éléphantine. Il s'agissait principalement de stèles et de statues. L'une des statues appartenait au roi de la XIIIe dynastie Sekhemkarê Amenemhat V, qui a été découvert en novembre 1932. La statue a été trouvée sans tête. Déjà trois ans après la publication complète des découvertes, l'égyptologue Biri Fay a publié un article démontrant que le buste à Vienne et la statue de Sekhemkarê Amenemhat, trouvée sur Éléphantine, appartiennent à la même personne.
Le buste a très probablement été acheté en 1821 et est arrivé peu après à Vienne. La tête est mentionnée pour la première fois dans un ancien inventaire du musée datant de 1824 et y est identifiée comme un buste de femme. Elle faisait partie des pièces de l'Antiken-Cabinet, fondé par l'impératrice Marie-Thérèse en 1765. La statue a été trouvée dans le sanctuaire de Heqaib, mais ornait autrefois le temple local voisin de Satis. La statue a été retrouvée lourdement fracassée, le dos et de grandes parties des bras manquent. Le trône porte deux inscriptions à côté des jambes du roi, sur le devant et sur le dessus du trône, nommant le roi Sekhemkarê Amenemhat. Il est appelé bien-aimé de Satis, maîtresse d'Éléphantine. Le roi est représenté avec une coiffe némès. Sur la tête se trouve un uræus, qui est partiellement détruit. Une caractéristique remarquable du visage est le sourire, alors que la plupart des statues des règnes précédents montrent une expression de visage peu souriante. Cependant, le style de la tête suit le style de la sculpture royale sous Sekhemkarê Amenemhat avec une tendance au réalisme.